# أغسطس مور هيرنغ
أغسطس مور هيرنغ (باليونانية: Augustus Moore Herring)‏ هو طيار أمريكي، ولد في 3 أغسطس 1867 في جورجيا في الولايات المتحدة، وتوفي في 17 يوليو 1926 في نيويورك في الولايات المتحدة.

## روابط خارجية
- أغسطس مور هيرنغ على موقع الموسوعة البريطانية (الإنجليزية)